# Карплюк, Сергей Алексеевич
Сергей Алексеевич Карплюк (род. 1 мая 1968; Кустанай, КазССР, СССР) — казахстанский политический деятель, депутат сената парламента Республики Казахстан от Костанайской области (с 13 августа 2020 года).

## Биография
Родился 1 мая 1968 года в городе Кустанай Кустанайской области.
В 1993 году окончил Ивановский химико-технологический институт по специальности «Инженер-химик-технолог».
С 1993 по 1995 год — Заместитель директора малое частное предприятие «Тайм», город Иванова, РФ.
С 1996 по 1999 год — Главный специалист мониторинга Департамента промышленности и торговли Костанайской области, город Костанай.
С 1999 по 2002 год — Начальник отдела мониторинга Департамента экономики, индустрии и торговли Костанайской области, город Костанай.
С 2002 по 2004 год — Начальник отдела горнодобывающей, металлообрабатывающей и машиностроительной промышленности Департамента энергетики, промышленности и строительства Костанайской области, заместитель директора Департамента энергетики, промышленности и строительства Костанайской области, город Костанай.
С 2004 по 2008 год — Директор Департамента предпринимательства и промышленности акимата Костанайской области, город Костанай.
С 2008 по 2010 год — Советник Министра индустрии и торговли Республики Казахстан, город Астана.
С 2010 по 2014 год — Заместитель Председателя Комитета по инвестициям, заместитель Председателя Комитета промышленности Министерства индустрии и торговли Республики Казахстан, город Астана.
С август по октябрь 2014 год — Первый заместитель Председателя Правления АО «НК «КазАвтоЖол», город Астана.
С октябрь 2014 по август 2020 год — Заместитель акима Костанайской области, город Костанай.
13 августа 2020 года был избран депутатом сената парламента Республики Казахстан от Костанайской области.

## Награды
- 2001 — Медаль «10 лет независимости Республики Казахстан»
- 2011 — Медаль «20 лет независимости Республики Казахстан»
- 2015 — Медаль «За вклад в создание Евразийского экономического союза» ІІІ степени[7]
- 2016 — Медаль «25 лет независимости Республики Казахстан»
- 2018 — Указом президента Республики Казахстан от 5 декабря 2018 года награждён орденом «Курмет».[8]